# مدرسة کرمنتس الثانوية

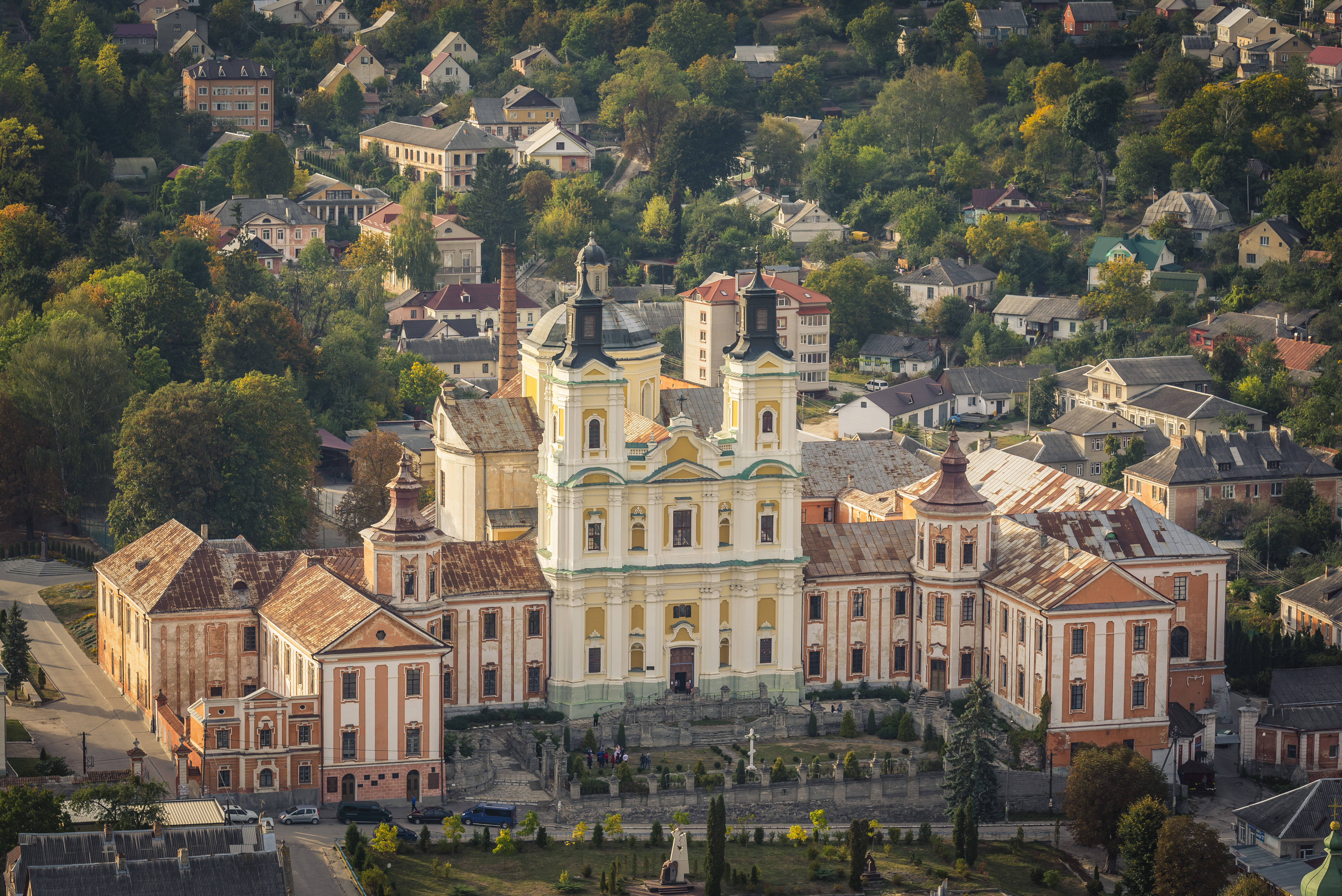
مباني مدرسة کرمنتس السابقة

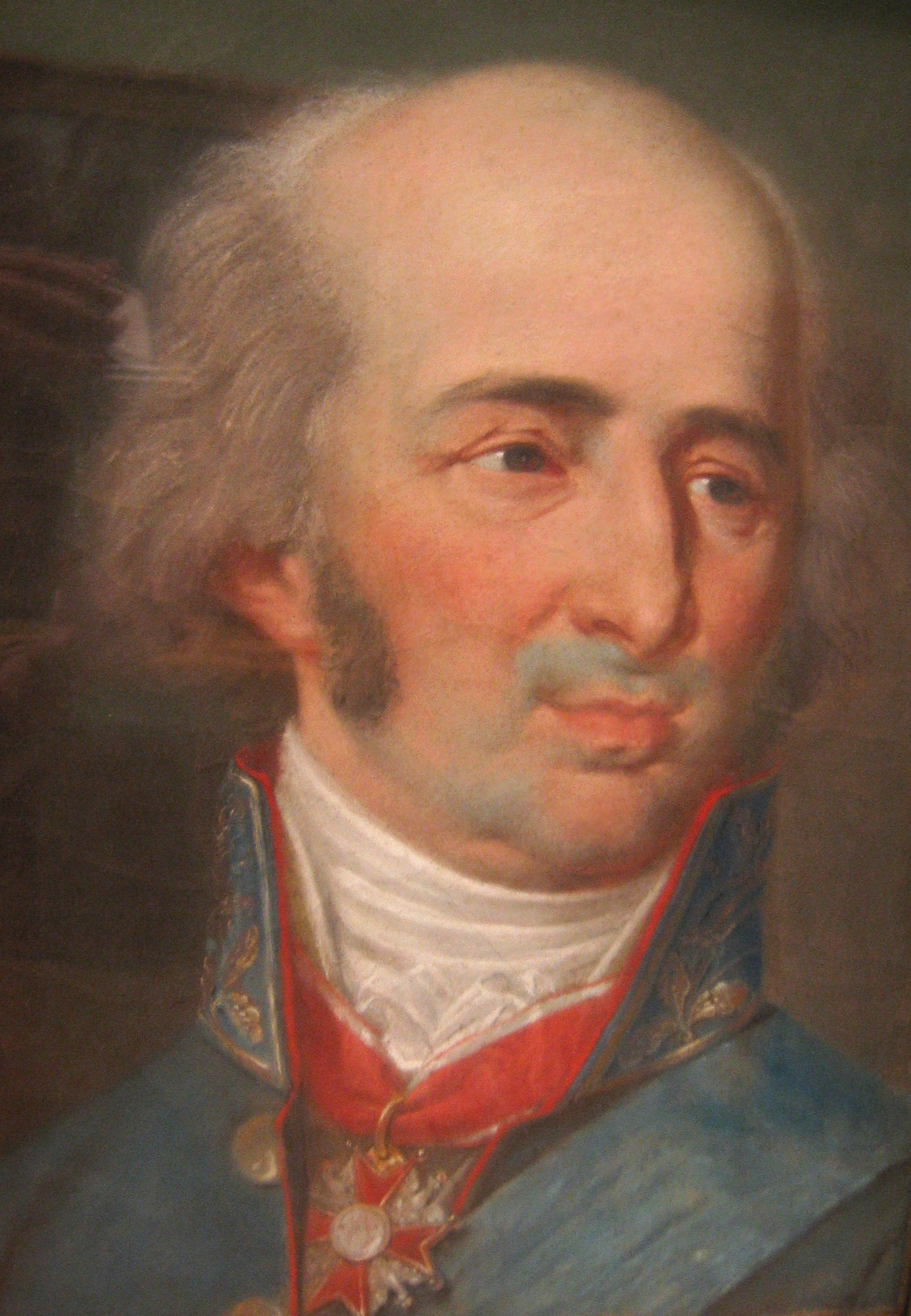
تاديوش زاكي المؤسس

مدرسة کرمنتس الثانوية (بالأوكرانية: Крем'янецький ліцей)‏؛ كما تسمى باسم «فولينيا أثينا» و«مدرسة زاکی» أحيانًا، وهي مدرسة ثانوية بولندية شهيرة كانت موجودة منذ 1805-1831 وبعدها في الفترة ما بين الحربين العالميتين بين عامي 1922-1939 في كرمينتس في أوكرانيا.

## وصلات خارجية
- https://web.archive.org/web/20080408023650/http://free.art.pl/podkowa.magazyn/nr34/krzemieniec.htm
- صورة للمدرسة
- http://portalwiedzy.onet.pl/64502،،،،liceum_krzemienieckie،haslo.html
- http://www.wspolnota-polska.org.pl/index.php؟id=kw5_3_16
- http://encyklopedia.interia.pl/haslo؟hid=80901
- https://movies.yahoo.com/movie/1802829682/info
- http://www.polishmoviesonline.com/ateny-wolynskie-p-558.html